# Paweł Straszyński

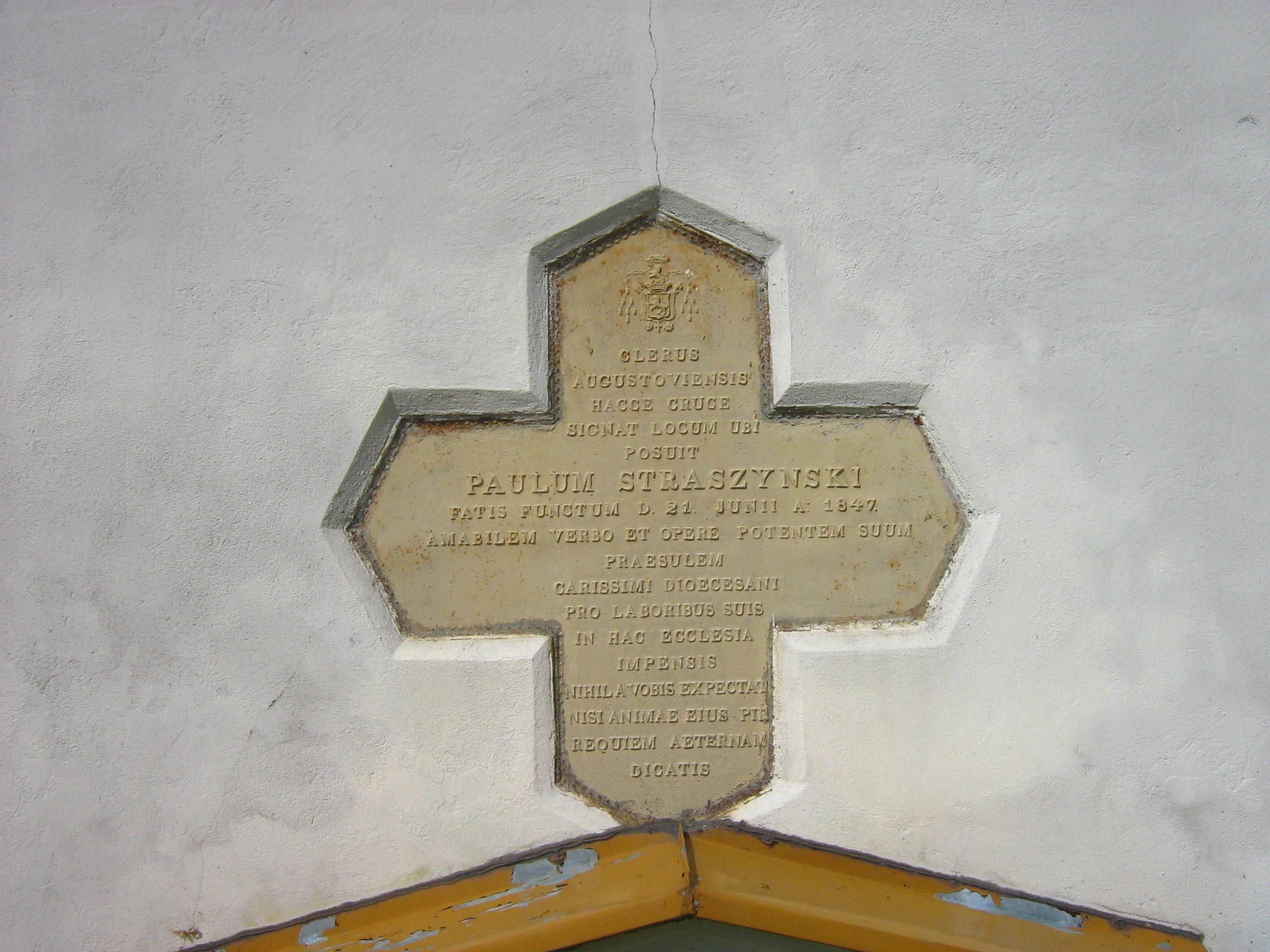
Krzyż poświęcony biskupowi w dawnym pałacu biskupim w Sejnach

Paweł Straszyński (ur. 26 stycznia 1784, zm. 21 lipca 1847) – duchowny rzymskokatolicki, wikariusz kapitulny archidiecezji warszawskiej w latach 1833–1837, biskup diecezjalny sejneński w latach 1837–1847.

## Życiorys
Urodził się 26 stycznia 1784. Był wychowankiem biskupa Wojciecha Skarszewskiego. Studiował w Krakowie. 25 stycznia 1807 przyjął święcenia prezbiteratu. Został mianowany kanonikiem lubelskim i warszawskim. Był proboszczem w Trzeszczanach, w Kumowie i w Grójcu. W czasie powstania listopadowego odmówił złożenia przysięgi wierności Rządowi Narodowemu, w związku z czym ksiądz Kazimierz Aleksander Pułaski i kapelan Ignacy Szynglarski planowali zamach na jego życie. Poinformowany o niebezpieczeństwie, ukrywał się do końca powstania. Od 17 października 1833 do 9 stycznia 1837 sprawował funkcję wikariusza kapitulnego archidiecezji warszawskiej.
21 listopada 1836 został prekonizowany biskupem diecezjalnym diecezji sejneńskiej. Święcenia biskupie otrzymał 8 stycznia 1837 w Warszawie. Konsekrował go Franciszek Pawłowski, biskup diecezjalny płocki, któremu asystowali Konstanty Wincenty Plejewski, biskup pomocniczy płocki, i Mateusz Maurycy Wojakowski, biskup pomocniczy lubelski. Jako pierwszy biskup sejneński stale rezydował w Sejnach.
Był współkonsekratorem podczas sakry biskupa pomocniczego wileńskiego Kazimierza Dmochowskiego (1841) i biskupa pomocniczego chełmskiego Jana Teraszkiewicza (1843).
Zmarł 21 lipca 1847. Został pochowany w podziemiach katedry sejneńskiej.